# Anthony Everitt
Anthony Everitt (31 januari 1940) is een Engels academicus en publicist.

## Biografie
Everitt studeerde Engelse literatuur aan de Universiteit van Cambridge. Hij publiceert regelmatig in onder meer The Guardian en The Financial Times. Hij werkte tijdens zijn loopbaan op de vakgebieden van de literatuur en de beeldende kunsten. Zo was hij secretaris-generaal van de Arts Council of Great Britain. Hij is een gasthoogleraar kunst- en cultuurbeleid aan de Nottingham Trent University. Everitt is een Companion van het Liverpool Institute of Performing Arts en een Honorary Fellow van het Dartington College of the Arts.
Everitt schreef succesvolle biografieën van Augustus, Hadrianus en Cicero en een boek over de opkomst van Rome, De geboorte van Rome. Hij woont in Wivenhoe vlak bij Colchester.

## Publicaties
- Hadrianus. De rusteloze keizer, 2010, Uitg. Ambo/Amsterdam (vertaling van: Hadrian and the Triumph of Rome, 2009).